# Laterallus exilis
El burrito de pecho gris, burrito gris, burrito pecho gris, polluela pecho gris, gallineta de pecho gris, polluela pechigrís, cotarita cuellirrufa o polluela bicolor (Laterallus exilis) es una especie de ave gruiforme de la familia Rallidae que se distribuye en Sudamérica.
Esta especie se puede encontrar en Argentina, Belice, Bolivia, Brasil, Colombia, Costa Rica, Ecuador, Guayana Francesa, Guatemala, Guyana, Honduras, Nicaragua, Panamá, Paraguay, Perú, Surinam y Trinidad y Tobago
Es conocido por menos de 50 ejemplares colectados. No se conocen subespecies.

## Características

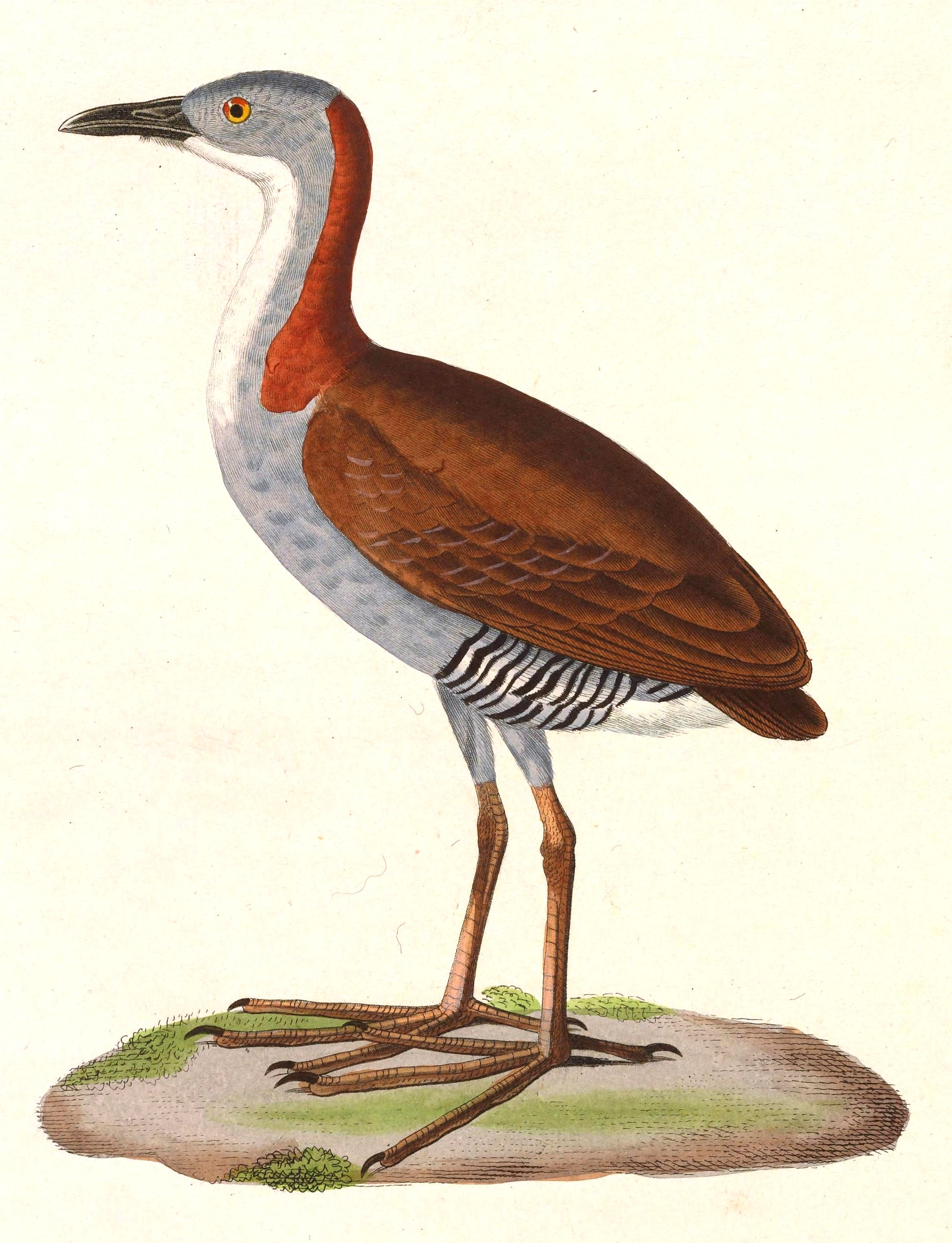

Los machos tienen un culmen expuesto de 16,2 mm, un largo de cuerda del ala de 72,6 mm, tarso 22,7 mm, peso 29 gramos. Las hembras tienen un culmen expuesto de 14,8 mm, un largo de la cuerda del ala de 72,8 mm, tarso 22,6 mm, peso 34 gramos.
Entre la coloración el aspecto más destacable es que la parte distal del pico es de coloración negra, mientras que la parte basal es de coloración verde luminoso. Iris rojo con semicírculo amarillo.
La coloración de la cola es un elemento para determinar las especies: es negra en Laterallus xenopterus, negra barreada con blanca en Laterallus exilis, roja en Laterallus melanophaius, y blanca lateralmente negra en Laterallus leucopyrrhus.